# Henri-Charles Loeillot
Frédéric Henri Charles Loeillot, dit Henri-Charles Loeillot ou Karl Loeillot, né le 1er novembre 1798 à Stettin et mort le 2 février 1864 à Paris, est un peintre et lithographe français.

## Biographie
Il travaille à Paris à partir de 1815 et dessine pour les Galeries de Versailles de Charles Gavard.
Veuf de Henriette Auguste Hartwig, il épouse en secondes noces Hélène Bédier. Son fils Guillaume Auguste Loeillot (1829-1884) est également artiste peintre.
Il est mort à son domicile de la route de la Révolte à l'âge de 65 ans.